# Bình Minh, Nam Trực
Bình Minh là xã thuộc huyện Nam Trực, tỉnh Nam Định, Việt Nam.

## Lịch sử hình thành
Xã Bình Minh được hình thành trên một phần đất cũ của các tổng Cổ Nông, Duyên Hưng và Bái Dương là một trong các tổng của huyên Nam Chân (Sau đổi huyện Nam Chân thành huyên Nam Trực). Sau cách mạng tháng 8 năm 1945 hàng loạt các xã mới được thành lập trên cơ sở sáp nhập các làng - xã cũ. Các xã Thượng Nông, Cổ Nông, Điện An của tổng Cổ Nông với trang Cổ Chử của tổng Duyên Hưng, xã Thọ Tung của tổng Cổ Da, làng Hành Quần - xã Tàng Trữ của tổng Bái Dương thành lập xã mới lấy tên là Minh Nông. Các xã Tàng Trữ, Nho Lâm, Bái Dương, Cổ Lũng, Hiệp Luật của tổng Bái Dương với xã Thi Châu của tổng Thi Liệu thành lập xã mới lấy tên là Lâm Hòa.
Ngày 15 tháng 10 năm 1952 Thủ tướng Chính phủ ra Nghị định số 224 -TTg đổi tên 15 xã trong huyện: Đổi xã Minh Nông thành xã Nam Minh, đổi xã Lâm Hòa thành xã Nam Bình.
Chia tách xã Nam Bình thành 2 xã Nam Bình và xã Nam Dương. Xã Nam Bình gồm các thôn:Tàng Trữ, Nho Lâm. Xã Nam Dương gồm các thôn: Bái Dương, Hiệp Luật, Cổ Lũng, Thi Châu.
Sau cách mạng tháng 8 năm 1945 hình thành một số thôn mới như Xẫy, Phan, Rót, Xứ Trưởng, Minh Hồng, Bãi Cát, Đầm, Vượt, Vọc. Tách thôn Cổ Nông thành 2 thôn Cổ Nông Đông và Cổ Nông Tây. Tách làng Hành Quẩn thành Đông Hành Quần và Tây Hành Quần.
Ngày 23/02/1974 sáp nhập thêm 2 thôn Hiệp Luật và Cổ Lũng của xã Nam Dương vào xã Nam Bình. Chuyển thôn Thọ Tung, Điện An của xã Nam Minh vào xã Nam Hùng. Chuyển thôn Đầm, Vượt, Vọc của xã Nam Bình vào xã Nam Dương.
Ngày 23/02/1977 hợp nhất hai xã Nam Bình và Nam Minh thành xã Bình Minh.

## Hành chính
Xã Bình Minh gồm 15 thôn của hai xã là Nam Bình và Nam Minh gồm: Cổ Lũng, Hiệp Luật, Nho Lâm, Cổ Chử, Cổ Nông Đông, Cổ Nông Tây, Thượng Nông, Đông Hành Quần, Tây Hành Quần, Xẫy, Phan, Rót, Xứ Trưởng, Minh Hồng, Bãi Cát.

## Địa giới hành chính
- Phía bắc giáp các xã Nam Dương, Nam Hùng, và Nam Hoa.
- Phía đông giáp xã Nam Hoa và Nam Lợi.
- Phía nam giáp xã Nam Tiến và Đồng Sơn.
- Phía tây giáp xã Đồng Sơn và Nam Dương.[4]

## Giao thông
Bình Minh có vị trí giao thông tương đối thuận lợi. Xã Bình Minh có Tỉnh lộ ĐT 488 và tỉnh lộ ĐT 490 và huyện lộ Đường Trắng chạy qua.